# Archescraptia emarginata
Archescraptia emarginata es una especie de coleóptero de la familia Scraptiidae.

## Distribución geográfica
Habita en el Báltico.